# Russische Botschaft in Berlin

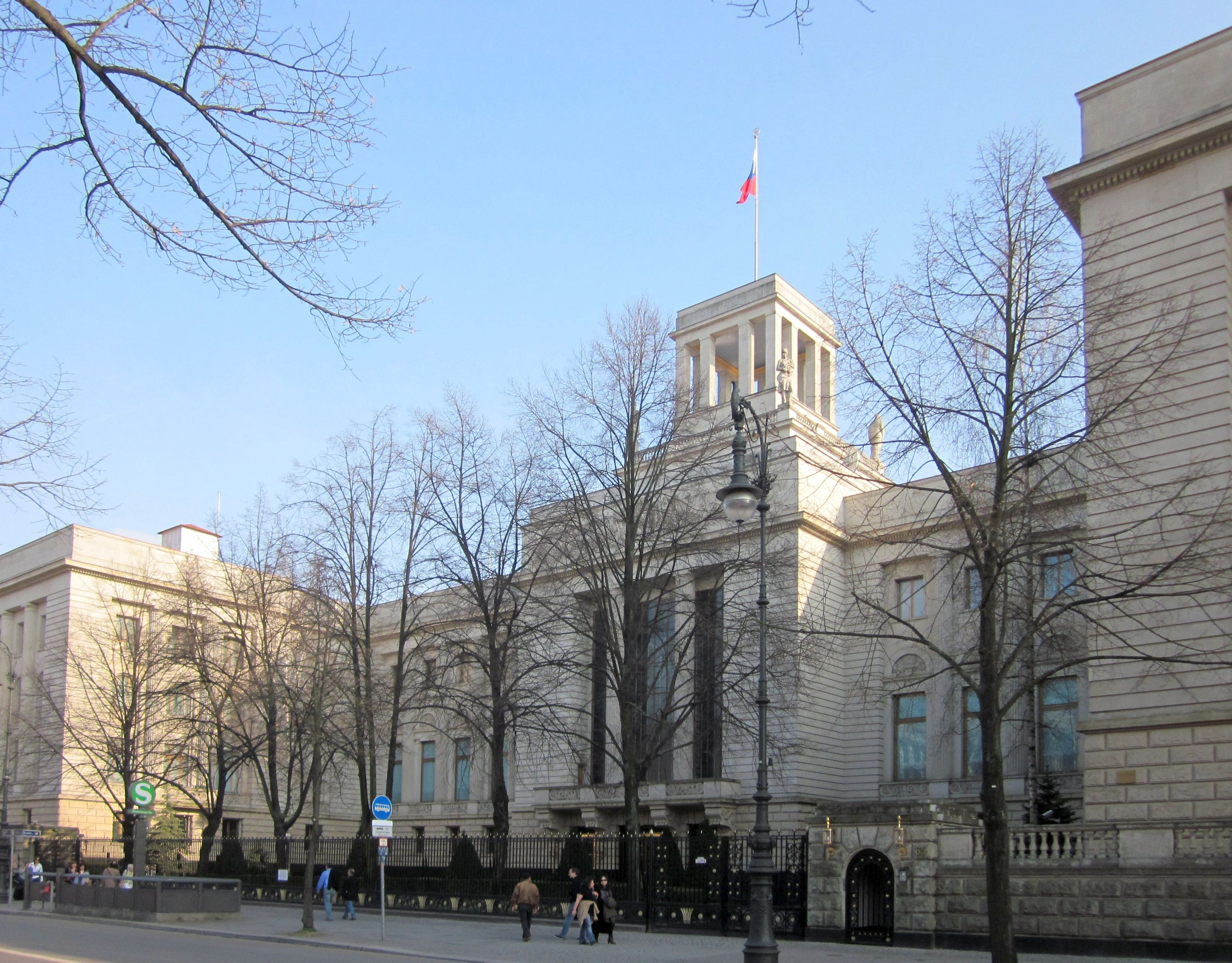
Hauptgebäude Unter den Linden in Berlin-Mitte

Die russische Botschaft in Berlin ist der Hauptsitz der diplomatischen Vertretung der Russischen Föderation in Deutschland. Sie befindet sich im Berliner Ortsteil Mitte des gleichnamigen Bezirks und nimmt einen Gebäudekomplex ein, der aus dem Hauptgebäude am Boulevard Unter den Linden 63–65 sowie mehreren Verwaltungs- und Wohngebäuden an der Behren- und der Glinkastraße besteht.

## Geschichte

### Erstes Botschaftsgebäude

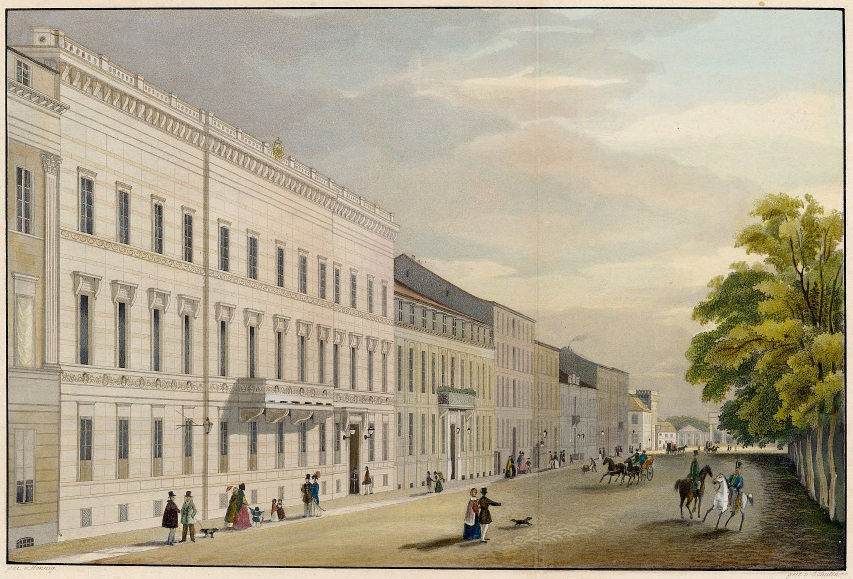
Russische Gesandtschaft im Jahr 1843
Farbstahlstich von Carl Julius Henning

Zum Austausch ständiger Gesandter zwischen Preußen und dem Russischen Kaiserreich kam es in den 1820er Jahren. In Berlin etablierte sich 1837 in der Straße Unter den Linden 7 die Kaiserlich-Russische Gesandtschaft. Dazu hatte Russland für seine ständige diplomatische Mission unter dem Gesandten Alexandre de Ribeaupierre ein Grundstück zwischen Unter den Linden und der Behrenstraße mit einem zweigeschossigen Rokoko-Palais (Palais Kurland) erworben. Das Haus war 1734 erbaut worden und befand sich seit 1764 im Eigentum der Prinzessin Amalie von Preußen. Diese ließ es im Folgejahr von Johann Boumann umbauen. Die historische Bezeichnung des Gebäudes rührt aus der Periode 1805–1837, in der es im Besitz der Herzogin Dorothea von Kurland war.
Nach dem Kauf ließ Russland 146 Wagenladungen russischer Erde nach Berlin transportieren und auf dem Grundstück verteilen. Der deutsche Architekt Eduard Knoblauch wurde beauftragt, das Anwesen zu erweitern und zu verändern, vor allem wurde das Gebäude 1840–1841 auf drei Etagen aufgestockt. Es bot jetzt Diplomatenwohnungen, Kanzleien, Festsäle sowie eine Wohnung für den Zaren bei seinen Aufenthalten in Berlin. Nach dem erfolgten Umbau diente das Palais, das 1874–1875 noch einmal durch Gustav Knoblauch und Hermann Wex umgebaut wurde, rund 100 Jahre lang durchgehend – mit Ausnahme der Jahre 1914–1918, als die diplomatischen Beziehungen beider Staaten während des Ersten Weltkriegs unterbrochen waren – als Sitz der russischen und später sowjetischen Botschaft. Nach dem deutschen Überfall auf die Sowjetunion im Zweiten Weltkrieg 1941 und der Ausweisung aller sowjetischen Diplomaten wurde das Gebäude geräumt und versiegelt. Im Juni 1942 zog in das Gebäude das Reichsministerium für die besetzten Ostgebiete ein, das unter der Leitung des NS-Chefideologen Alfred Rosenberg stand. Das Gebäude wurde im Februar 1944 bei alliierten Luftangriffen zerstört. Einige Akten des Ostministeriums, die sich in einem Panzerschrank unter den Trümmern befanden, konnten erst ein Jahr später geborgen werden, wobei bis heute unklar ist, wieso ein amerikanisches Kommando im sowjetischen Sektor Akten bergen konnte.

### Neubau eines Botschaftsgebäudes nach Kriegszerstörung

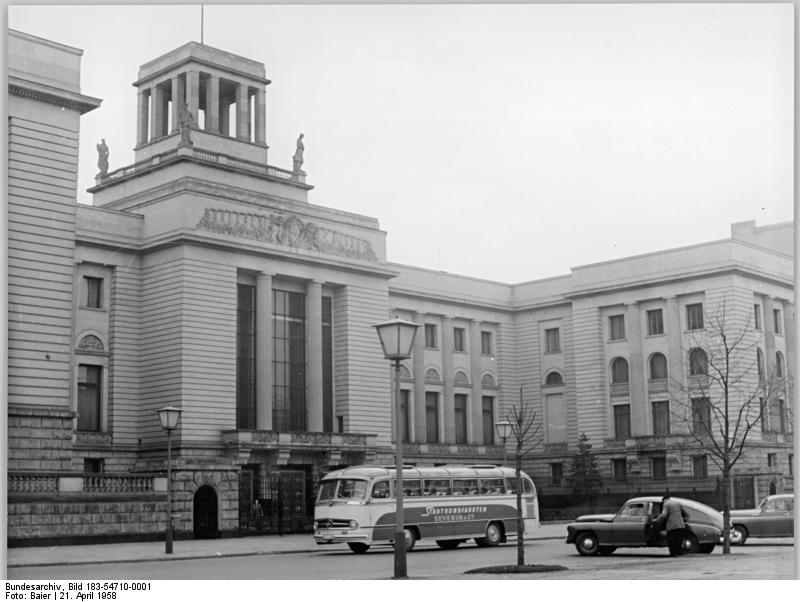
Sowjetische Botschaft, 1958

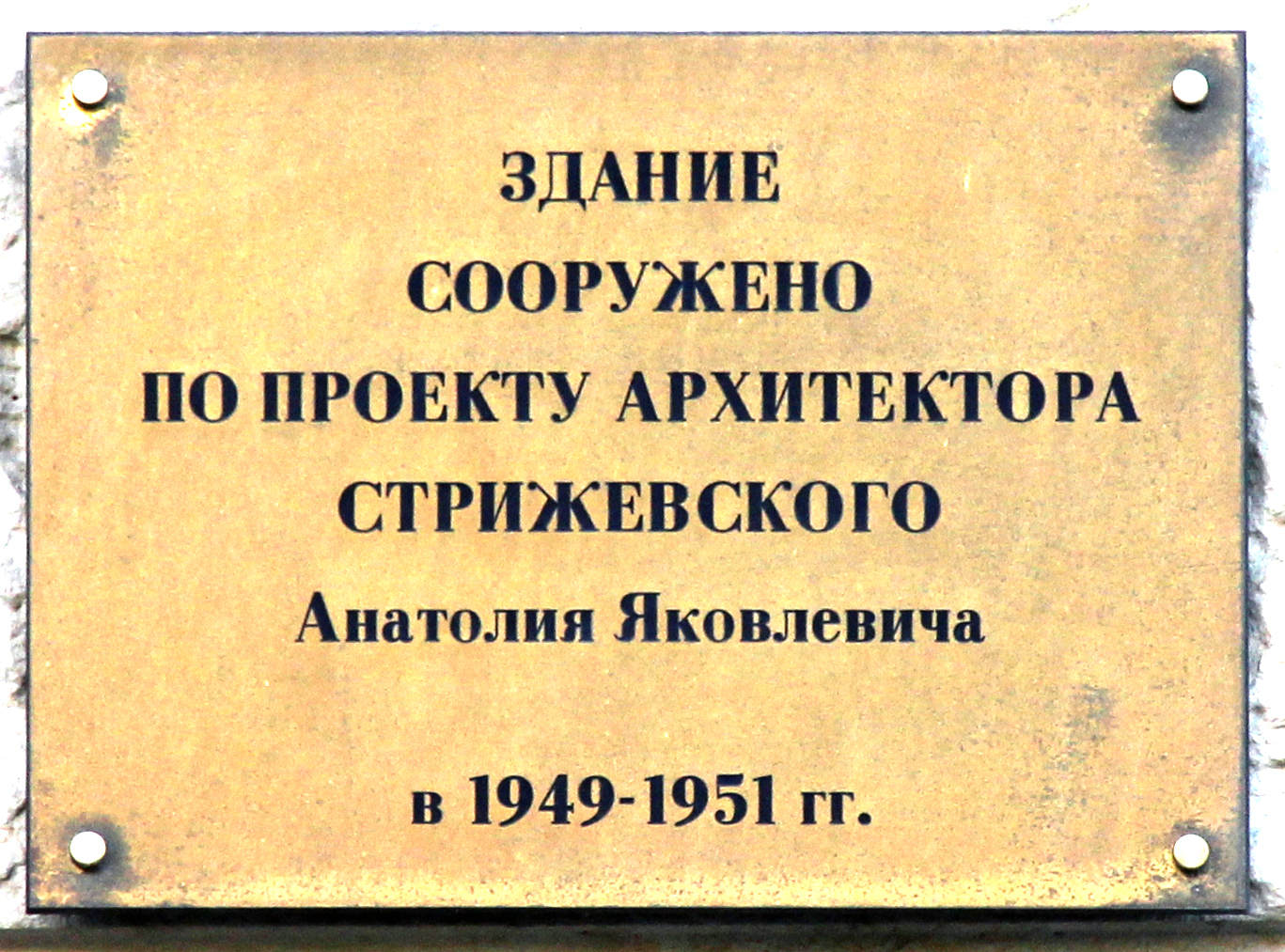
Gedenktafel am Haus Unter den Linden 61

Nach Ende des Zweiten Weltkriegs beschloss die Sowjetunion, auf dem Grundstück unter Hinzukauf benachbarter Flächen – nunmehr im sowjetischen Sektor Berlins – ein neues Botschaftsgebäude zu errichten und beauftragte den Chefarchitekten des sowjetischen Außenministeriums Anatoli Strischewski mit dem Entwurf und der Ausführungsplanung. Nach dessen Tod übernahm das das Kollektiv Grigorij Lebedinskij, Sichert und Friedrich Skujin die weitere Planung.
Als die Sowjetunion am 15. Oktober 1949 die DDR diplomatisch anerkannte, stand der Rohbau bereits. Es entstand bis 1951 ein dreiteiliges symmetrisches Botschaftsgebäude im Stil des sozialistischen Klassizismus mit Elementen des Berliner Klassizismus des frühen 19. Jahrhunderts. Dieser Baustil war wenige Jahre später auch bei der Anlage und Bebauung der Stalinallee (seit 1961: Karl-Marx-Allee) wegweisend. Im Inneren wurde das Bauwerk prunkvoll ausgestattet, darunter der für Feierlichkeiten und Empfänge genutzte Kuppelsaal, der sich direkt unter der Dachkonstruktion des Gebäudemittelpunktes befindet und mit Glasmosaiken reichlich dekoriert wurde, ein Spiegelsaal und ein Konferenzsaal. Die feierliche Einweihung der neuen Botschaft erfolgte offiziell zum 35. Jahrestag der Oktoberrevolution am 7. November 1952. Letzte Arbeiten zogen sich noch bis in das nächste Jahr hin. Mit dem Neubau der Botschaft wurde auf deren Forderung der südöstliche Eingang des S-Bahnhofs Unter den Linden (seit 2009: Brandenburger Tor) geschlossen, der unmittelbar vor dem Gebäude liegt.
1963 wurde zur Glinkastraße ein fünfgeschossiger Erweiterungsbau errichtet. Der Stahlskelettbau war mit einer Vorhangfassade versehen mit Beton-Strukturelementen. Im Erdgeschoss war eine Schaufensterfläche für Büros der sowjetischen Handelsvertretungen, der Nachrichtenagentur Nowosti und des Reisebüros Intourist untergebracht.

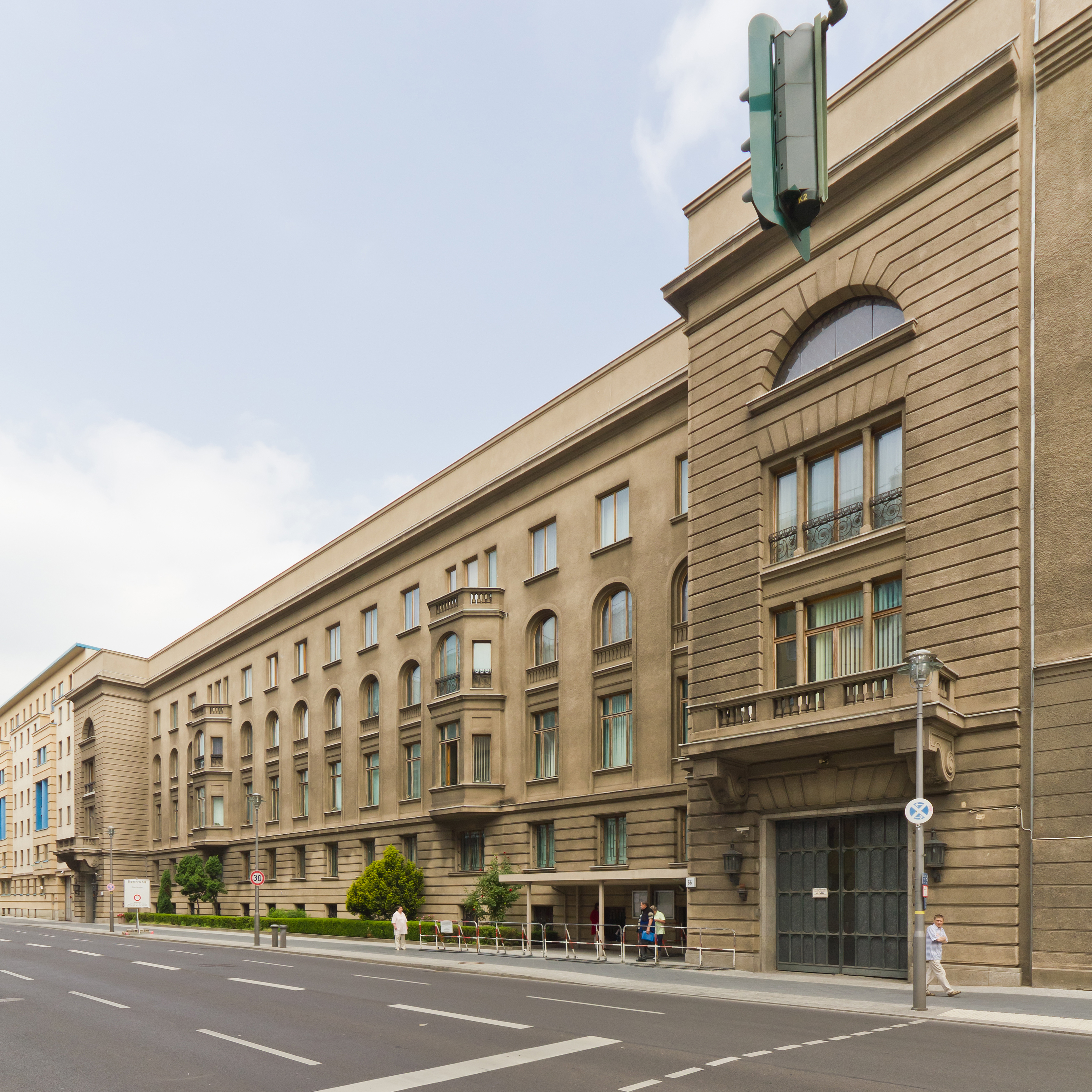
Wohngebäude der Botschaft an der Behrenstraße

In den folgenden Jahrzehnten diente das Gebäude auch der Durchführung internationaler diplomatischer Treffen; so fand hier 1954 die Konferenz der Außenminister der vier Siegermächte (Sowjetunion, USA, Großbritannien, Frankreich) statt. Von 1970 bis 1971 handelten hier dieselben Staaten das Viermächteabkommen über Berlin aus. In den 1960er und 1970er Jahren entstanden in der Nähe des Hauptgebäudes mehrere Verwaltungs- und Wohngebäude, die neben den Räumlichkeiten der eigentlichen Botschaft auch Einrichtungen wie die sowjetische Außenhandelsvertretung, die Botschaftsschule und den Sitz der damals staatlichen Fluggesellschaft Aeroflot beherbergten.
Im Vorgarten der Botschaft befand sich seit den 1970er Jahren eine Leninbüste, die 1997 in einen versteckten, für die Öffentlichkeit unzugänglichen Innenhof umgesetzt wurde.

### Nutzung nach Auflösung der Sowjetunion
Nach der Auflösung der Sowjetunion ging der gesamte Gebäudekomplex in den Besitz der Russischen Föderation über, da diese alle Rechte und Pflichten der UdSSR auf völkerrechtlicher Ebene übernahm. Während der 1990er Jahre diente der Botschaftskomplex in Berlin nach der politischen Wende als Außenstelle der russischen Botschaft auf der Viktorshöhe in Bonn. Ende der 1990er Jahre ließ die russische Regierung die Botschaftsgebäude grundrenovieren, darunter auch das Hauptgebäude Unter den Linden. In der Behrenstraße wurde eines der Wohngebäude neu erbaut sowie eine Konsularabteilung eingerichtet. Seit dem bis 2000 erfolgten Umzug der Botschaft von Bonn nach Berlin dient der Komplex wieder als Hauptsitz der diplomatischen Vertretung Russlands in Deutschland. Das von 1976 bis 1991 als sowjetische (und von 1991 bis 1999 auch als russische) Botschaft in der Bundesrepublik Deutschland genutzte Areal in Bonn fungiert nun als Sitz des Generalkonsulats der Russischen Föderation.
Von 2001 bis 2009 fand im Botschaftsgebäude der jährliche Sommerball unter den Botschaftern Sergei Krylow und Wladimir Kotenjow (2004–2009) statt.

### Seit dem russischen Überfall auf die Ukraine 2022
Nach dem russischen Überfall auf die Ukraine wies die Bundesregierung 40 russische Mitarbeiter der Botschaft aus Deutschland aus, bei denen der Verfassungsschutz davon ausging, dass sie nur zur Tarnung als Diplomaten akkreditiert waren, aber tatsächlich für russischen Geheimdienste spionierten. Vor der Botschaft fanden zahlreiche Protestaktionen statt. Aktivisten um den Oppositionellen Alexei Nawalny stellten im Januar 2023 eine Replik des Strafisolators auf, in dem Nawalny seine Haftstrafe verbüßte. Im Februar 2023 ließ der Berlin Story Verlag im Rahmen des Projekts „Todesmaschine“ einen von ukrainischen Streitkräften zerstörten russischen Panzer aufstellen. Nach Nawalnys Tod im Februar 2024 fanden weitere Demonstrationen statt, darunter eine Aktion der Gruppe Pussy Riot sowie ein Protestmarsch um das komplette Botschaftsgelände herum (von Unter den Linden über Glinka-, Behren- und Wilhelmstraße zurück zu Unter den Linden).

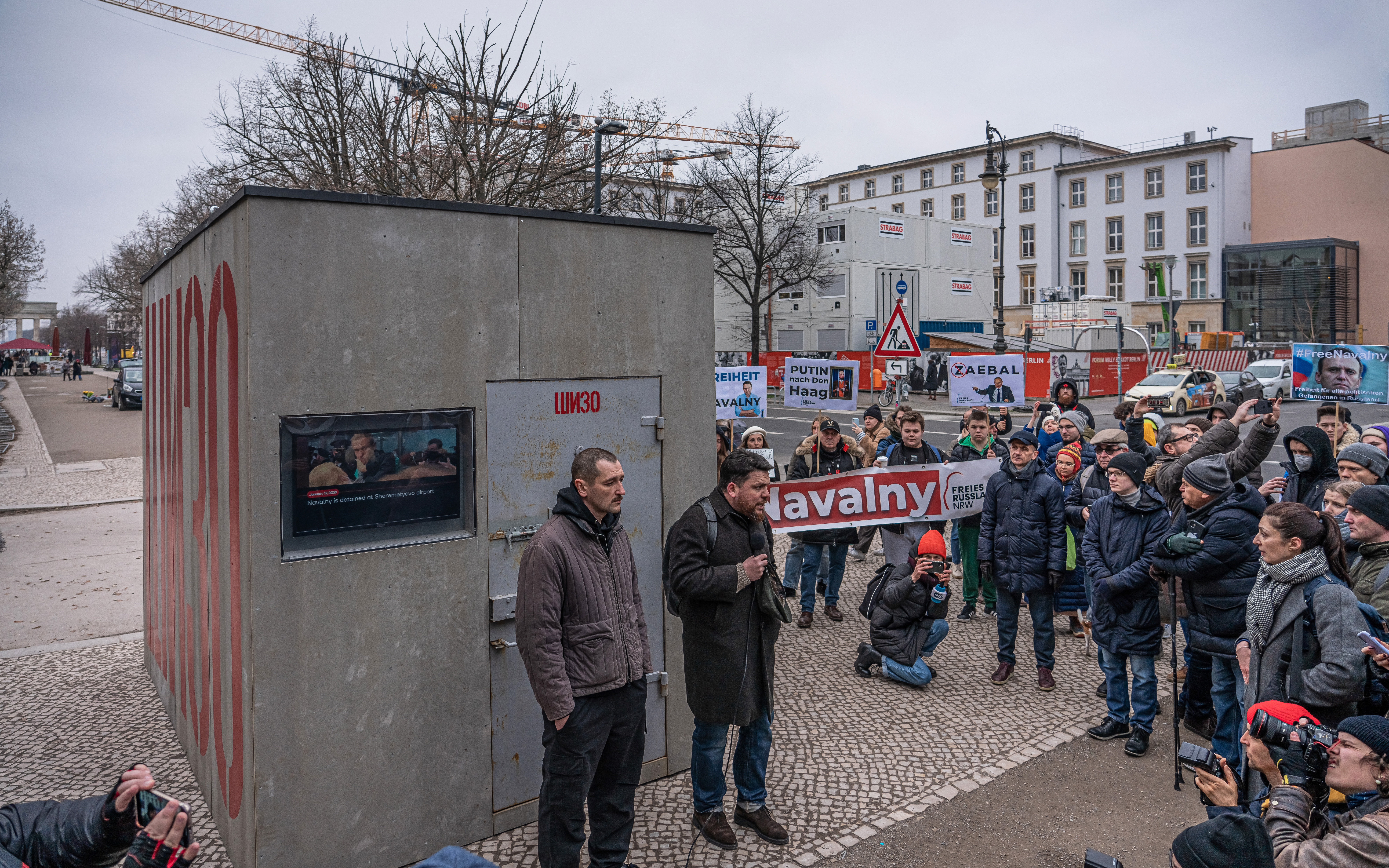
Nachbau von Alexei Nawalnys Strafisolator
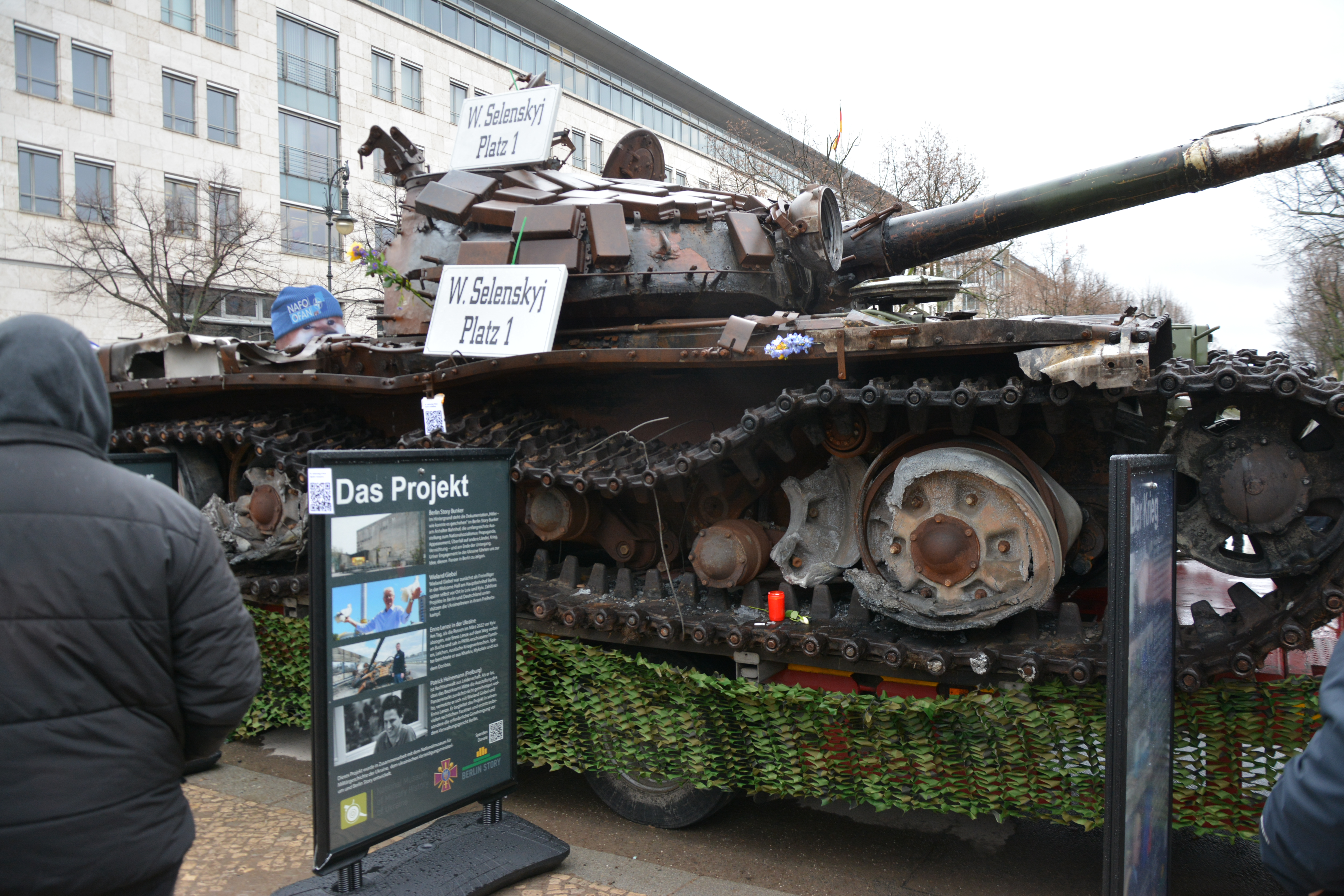
Von ukrainischen Streitkräften zerstörter russischer Panzer T-72
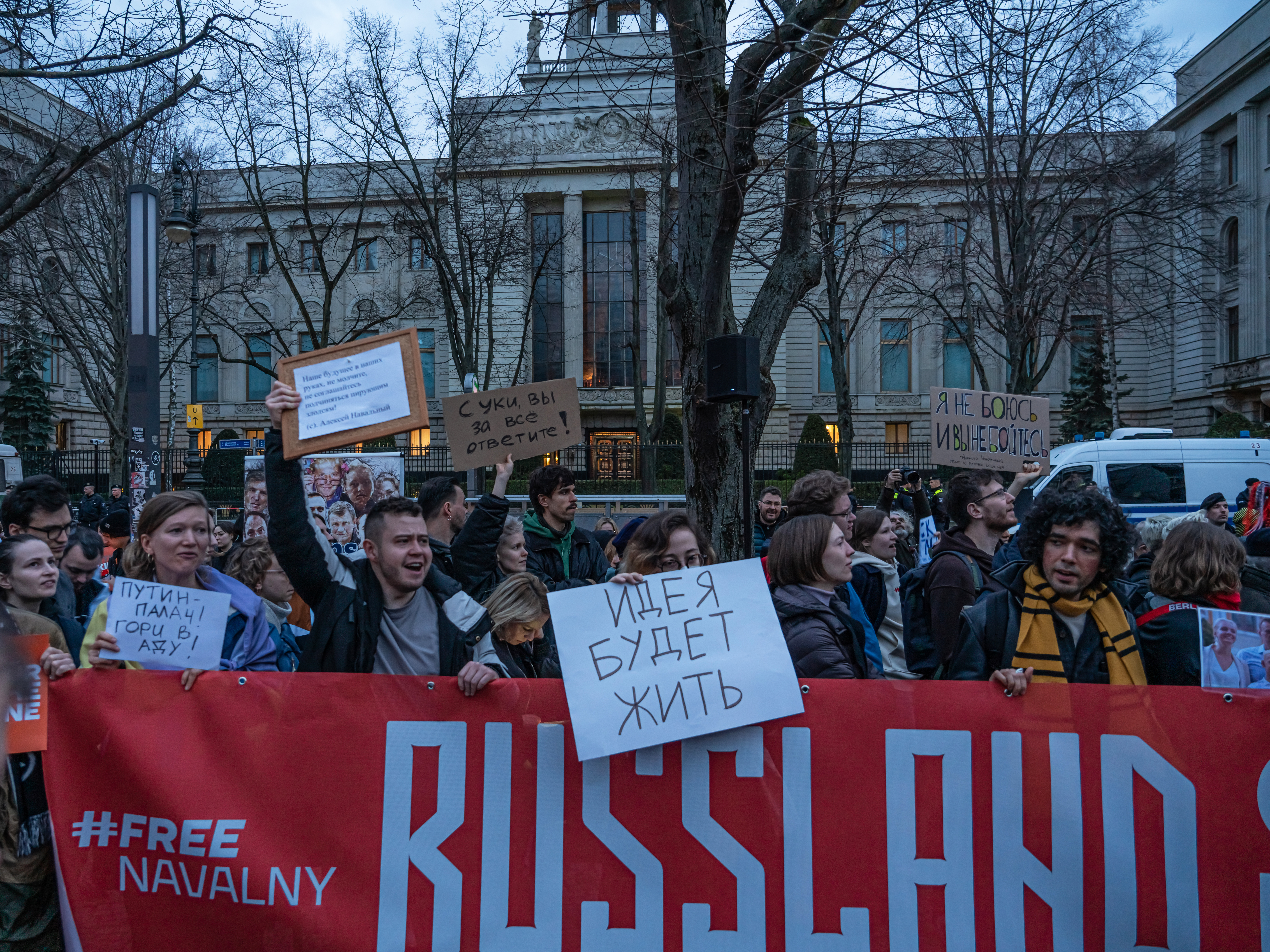
Kundgebung am Tag der Ermordung Nawalnys
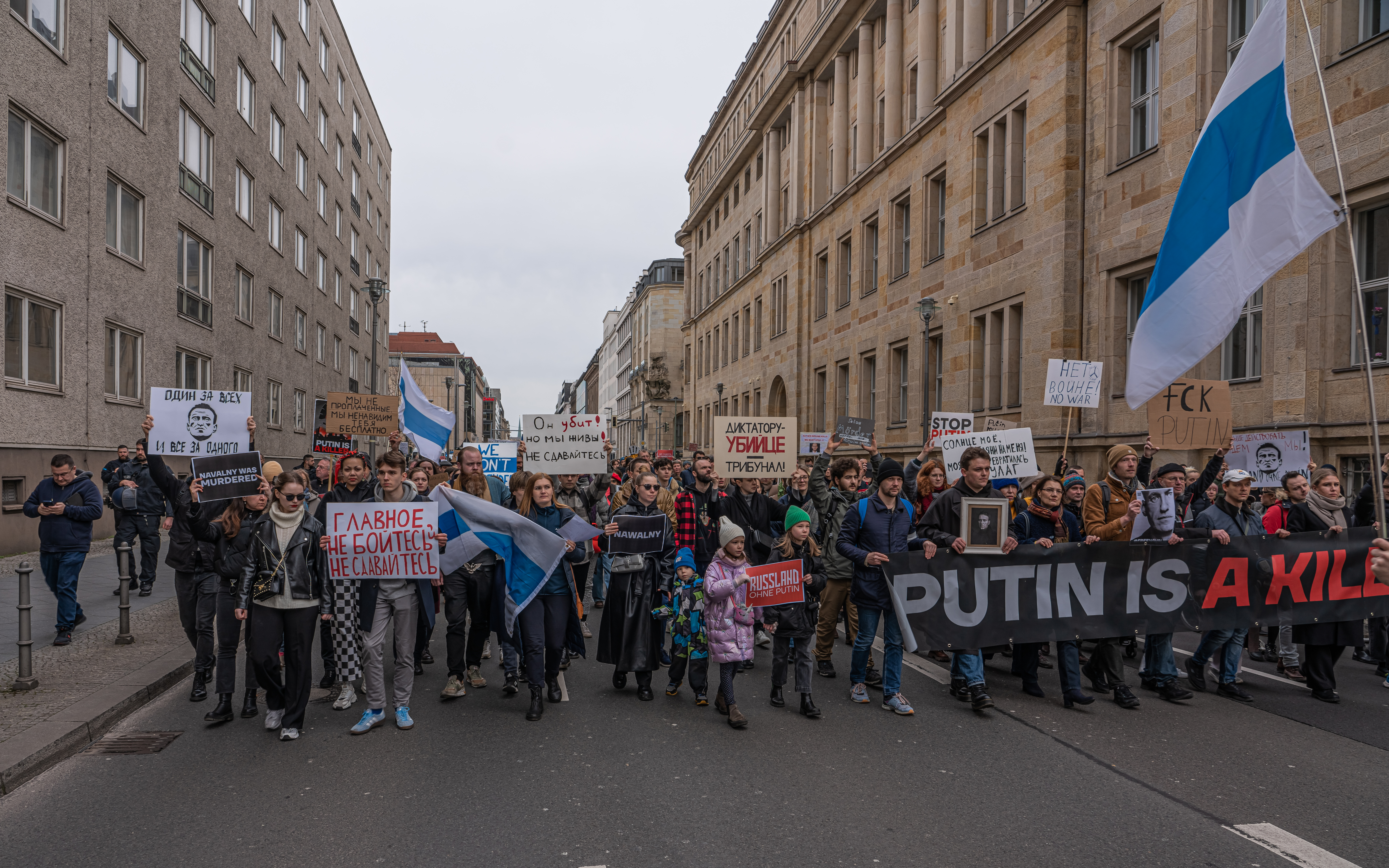
Protestumzug auf der Behrenstraße am 18. Februar 2024, links ist ein Wohngebäude der Botschaft zu sehen

## Architektur
Das Botschaftsgebäude ist ein dreiteiliger symmetrischer Bau mit Werksteinfassade und zwei langgestreckten Seitenflügeln um einen ins Innere eingerückten, von einem Dachgesims mit Attika-Aufsatz gekrönten Mittelteil mit Paradeeingang und Ehrenhof. Auf der Attikaetage des Mittelblocks stehen vier Sandsteinfiguren und eingerückt eine offene Säulen-Laterne. Das Hauptgebäude und die Seitentrakte sind viergeschossig ausgeführt, ihren Fassaden sind von der ersten bis zur vierten Etage Halbsäulen vorgesetzt. Die zweite und dritte Etage werden jeweils von Rundbogenfenstern zusammengefasst. Die Halbrundsäulen ruhen auf rustifizierten Erdgeschossverkleidungen und sind in ihrem Fußbereich mit verzierten Brüstungen verbunden. Über dem Haupteingang ist ein mit Fahnen und Kordeln sowie Eichenlaub umkränzter Wappenfries zu sehen. Das zentral angeordnete Wappen ist das frühere Staatswappen der Sowjetunion.
Der Haupteingang ist ebenfalls aufwendig gestaltet: Über drei parallelen zweiflügeligen Türen mit Glas- und Metallschmuckelementen befinden sich verzierte und geschwungene Sandsteinkonsolen. Sie tragen einen über die gesamte Portalbreite ausgeführten Balkon für Repräsentationszwecke. Jeweils seitlich zwischen den Türen sind Kandelaber aufgestellt.
Die Abgrenzung des Botschaftsareals zur Straße Unter den Linden erfolgt durch eine im mittleren Bereich unterbrochene Mauer, die optisch die Quaderung des Gebäude-Erdgeschosses wieder aufnimmt. Der mittlere Bereich in der Länge des Ehrenhofes wird durch einen schmiedeeisernen Zaun von der Straße abgetrennt. Der Gebäudekomplex entlang des Boulevards Unter den Linden ist rund 185 m lang und nimmt mit dem Ehrenhof eine Breite von etwa 35 m ein. Die bebaute Fläche einschließlich der später hinzugefügten Bauten in der Behrenstraße und unter Hinzurechnung der Gebäude in der Glinkastraße umfasst 125 m × 240 m.

## Ungeklärte Todesfälle
- Im Jahr 2003 starb ein Pförtner der Botschaft unter ungeklärten Umständen.[19] Medien berichteten von einem Sturz aus einem Fenster[20] bzw. teilweise von einem Fenstersturz.[21]
- Im Jahr 2021 ereignete sich ein ungeklärter Todesfall eines Zweiten Sekretärs der russischen Botschaft beim Botschaftsgelände. Da der Tote Diplomatenstatus besaß und eine Obduktion der Leiche durch die deutsche Rechtsmedizin von der russischen Botschaft abgelehnt wurde, konnte die Staatsanwaltschaft kein Todesermittlungsverfahren durchführen und übergab die Leiche der Botschaft. Die russische Botschaft sprach von einem Unfall. Deutsche Sicherheitsbehörden hatten den Mann als verdeckten Mitarbeiter eines russischen Inlandsgeheimdienstes eingeordnet. Medien zufolge wurde der Tote auf dem Gehweg vor dem Botschaftsgelände aufgefunden. Sie berichteten von einem Sturz aus dem Gebäude des Botschaftskomplexes.[19][22]